# 240-ва піхотна дивізія (Третій Рейх)
240-ва піхотна дивізія (Третій Рейх) (нім. 240. Infanterie-Division), також 240-ва піхотна дивізія особливого призначення (нім. 240. Infanterie-Division z.b.V.) — піхотна дивізія Вермахту, що входила до складу німецьких сухопутних військ у роки Другої світової війни. Сформована у квітні 1942 року і виконувала окупаційні функції на території окупованих Нідерландів. У червні 1942 року переформована на LXXXVIII армійський корпус.

## Історія
240-ва піхотна дивізія сформована 16 квітня 1942 року в Білефельді. Незабаром 240-ву дивізію передислокували для виконання окупаційних функцій на територію Нідерландів. Втім, вже у червні 1942 року її переформували на LXXXVIII корпус групи армій «D».

## Райони бойових дій
- Нідерланди (квітень — червень 1944).

## Командування

### Командири
- генерал-лейтенант Йозеф Леманн (нім. Josef Lehmann) (16 квітня — 15 червня 1942).

### Підпорядкованість
| Час       | Корпус                              | Армія                               | Група армій (округ)                 | Штаб       |
| --------- | ----------------------------------- | ----------------------------------- | ----------------------------------- | ---------- |
| 1942      |                                     |                                     |                                     |            |
| 16 квітня | —                                   | Армія «Нідерланди»                  | Група армій «D»                     | Нідерланди |
| 19 травня | Командування вермахту в Нідерландах | Командування вермахту в Нідерландах | Командування вермахту в Нідерландах | Нідерланди |